# Primera República Siriana
La República de Síria o República Siriana (àrab: الجمهورية السوريّة, al-Jumhūriyya as-Sūriyya) fou un estat semi-independent que va existir entre 1930 i 1946. De 1930 (de fet 1932) fou un estat del Mandat francès de Síria i el Líban (Estat de Síria), amb limitacions de sobirania establertes per França a la constitució.

## República Siriana sota Mandat (1930–1946)
El 9 de juny de 1928 es va reunir l'Assemblea constituent promoguda per França després de la revolta de 1925-1927. La constitució redactada no va agradar a França i després d'un intent d'obtenir l'aprovació francesa que va fracassar, l'11 de novembre França va dissoldre l'assemblea. Durant tot aquest any hi va haver tensió i alguns enfrontaments amb els turcs que no es volien retirar d'alguns territoris al nord que havien estat adjudicats a Síria per arbitratge.
El 1929 les negociacions van portar als francesos a acceptar la constitució redactada sempre que fossin anul·lats els articles que posaven en dubte el mandat francès. El 22 de juny de 1929 el ministre d'afers exterior de Turquia i l'ambaixador francès a Ankara van signar un acord que posava final a la disputa fronterera al nord de Síria. França va recuperar els ferrocarrils de Tars, Adana i Mersin que havien estat comprats pels turcs, però la línia fronterera es va redibuixar de la manera que volia Turquia, si bé això encara va suposar que en territori, França adquiria 500 milles quadrades i 101 llogarets que abans no controlava, però tot de poc valor. A Síria aquest acord fou molt mal acollit.

### República Siriana
El 14 de maig de 1930 finalment es va promulgar la constitució republicana que era idèntica a la que havia estat adoptada el 1928 però sense els articles que molestaven a França. La mateixa constitució es va instaurar també al Gran Líban, Djebel Drus, l'estat de Latakia i el sandjak d'Alexandreta. Els deures com a potència mandatària quedaven per damunt de les decisions de les assemblees, els estats i els governs; França tenia la competència exclusiva en manteniment de l'ordre, seguretat, defensa i relacions exteriors. La constitució havia d'entrar en vigor després d'unes eleccions generals. Inicialment no hi van haver protestes, però aviat els nacionalistes van treure el poble al carrer i es van produir enfrontaments.
Les eleccions es van completar el gener del 1931. L'Alt Comissionat Ponsot, per reforçar la nova constitució, va cessar al govern de Shaykh Taj ad-Din al-Hasani, considerat pro-francès, que actuava interinament des del 15 de febrer de 1928 a l'espera de l'entrada en vigor de la constitució i a petició de l'alt comissionat francès, i va designar un consell consultiu de 25 membres (amb llocs fins i tot pels rebels de 1925-1927), per un període d'uns sis mesos, sota la presidència de Léon Solomiac. El 1932 la constitució va entrar en vigor i l'11 de juny de 1932 va prendre possessió el president Muhammad Ali Bay al-Abid, un diputat independent a les llistes del Bloc Nacional, elegit per la cambra. Al-Abid no va complir amb les expectatives i va nomenar dos pro-francesos, Haqqi al-Azm i Subhi Barakat com a primer ministre i president del Parlament respectivament; quan el 1934 va pactar un tractat amb França que preveia la independència progressiva (25 anys) de Síria restant França amb el control de Latakia i Djebel Drus, el Bloc Nacional li va retirar el suport.
El Bloc Nacional va mostrar repetidament el descontentament amb la situació i va cridar a una vaga de 60 dies com a protesta que va tenir ampli suport al carrer i els comerços i empreses van tancar en immensa majoria; els disturbis eren diaris i la economia va quedar afectada comprometen a al-Abid davant la comunitat internacional. Finalment França va acordar reconèixer al Bloc Nacional com a únic representant del poble sirià i va convidar al partit per converses a París. El 22 de març de 1936 Hashim al-Atassi, un dels fundadors (l'octubre de 1927) del nacionalista Bloc Nacional i el seu principal cap, va liderar una delegació siriana a París que va negociar el futur de Síria. En les eleccions del 26 d'abril i 3 de maig de 1936 el Front Popular va arribar al poder a França amb Leon Blum a la presidència del consell el 4 de juny de 1936. Aquesta victòria va afavorir els sirians que van veure concedides gran part de les seves peticions, especialment la formació de la Gran Síria reagrupant almenys Síria, Latakia i el Djebel Drus, si bé a canvi Síria donaria suport a França en temps de guerra i li permetria tenir bases militars al seu territori i utilitzar l'espai aeri; el tractat franco-sirià fou conegut com a acords Vienot (per Pierre Vienot, el secretari d'estat francès que el va negociar). Al seu retorn a Síria el 27 de setembre de 1936, Atassi va ser aclamat com heroi; un nou parlament lliure fou elegit a Síria i el president al-Abid va presentar la dimissió (i va anar a viure a París); Hashim al-Atassi va ser escollit el novembre del mateix any com el primer president de la república i va prendre possessió el 21 de desembre de 1936. El tractat es va signar finalment a Damasc entre el alt comissionat Martel i el president Atassi el 22 de desembre de 1936 i preveia la independència en cinc anys, amb Latakia i Djebel Drus dins de Síria amb una autonomia similar a la del sandjak d'Alexandreta; en tres anys les forces especials serien posades sota comandament sirià; el Líban no hi era esmentat. El tractat fou ratificat pel parlament sirià per unanimitat.
Però el juny de 1937 va caure el gabinet Blum i el successor Édouard Daladier era poc favorable als nacionalistes de les colònies i van començar a aparèixer els arguments contraris a la ratificació del tractat. El novembre de 1937 el primer ministre sirià Jamil Mardan (del Bloc Nacional) fou convocat per negociacions a França per modificar el tractat que va comportar principalment un augment dels drets de les minories (especialment els cristians) i el manteniment de la col·laboració francesa en diversos serveis tècnics. Les revisions del tractat foren signades el desembre de 1937 i molt mal acollides a Síria. Poc després dimitia el ministre de defensa i finances Shukri al-Quwatli per l'afer de la renovació de la concessió del monopoli al Banc Nacional de Síria. Mardan va tornar a París a l'agost i va confirmar aquesta i altres concessions als francesos i Daladier va prometre sotmetre el tractat a ratificació per entrar en efecte el setembre de 1939. No obstant a la fi del 1938 ja estava clar que França no tenia la intenció de ratificar el tractat doncs Daladier no va fer cap pas per complir el seu compromís. El desembre el parlament sirià va rebutjar totes les modificacions al tractat pactades per Mardan posterior al text de 1936. El gener Gabriel Pouaux va ser nomenat alt comissionat en preparació pel retorn de Síria al govern més directe de França. El Bloc Nacional es va dividir en tres faccions principals. El febrer de 1939 Jamil Mardan i el govern del Bloc van dimitir. El seu successor Lutfi al-Haffar (febrer-abril) no va tenir èxit ni tampoc el següent primer ministre Nasuhi Salim al-Bukhari.
Per la seva part el senat francès va rebutjar el tractat (el Front Popular no hi tenia majoria) al·legant la por de perdre les colònies de l'Orient Mitjà en un moment que es veia venir la guerra amb Alemanya. Abd al-Rahman Shahbandar, dissident del Bloc Nacional, va tornar a Síria i va dirigir l'agitació contra Atassi per no haver assegurat la ratificació del tractat. El maig de 1939 l'alt comissionat Gabriel Pouaux va denunciar el tractat. Atassi va presentar finalment la seva renúncia el 7 de juliol de 1939, quan es va cedir el sandjak d'Alexandreta a Turquia (a canvi de la seva neutralitat en cas de guerra). El 19 de juliol de 1939 es va tornar a la situació prèvia a 1936 quedant restaurats els estats de Latakia (Alauites) i Djebel Drus i amb el sandjak d'al-Jazira (el extrem nord-est de Síria fronterer amb Iraq) sota control directe francès. Es va declarar la llei marcial.
El 10 de juliol de 1939 els francesos van nomenar un consell de directors de departament presidit pel pro-francès Bahij ad-Din al-Khatib, que fou molt impopular. El 10 de juny de 1940 el president, el alt comissionat Gabriel Pouaux i els caps militars francesos van reconèixer l'autoritat del govern de Vichy; el nou alt comissionat designat per Petain, Jean Chiape, va morir en ser abatut el seu avió quan anava a prendre possessió) i va agafar el càrrec Henri Dentz; el 8 de juny de 1941 les tropes britàniques entraven a Síria i el 21 de juny de 1941 aquestes tropes i grups de la França Lliure van entrar a Damasc i el general Georges Castroux, màxima autoritat, va declarar que s'acabaria amb el règim de mandat i que Síria seria independent, i els britànics van confirmar el seu suport a aquesta decisió en nom del general De Gaulle; aquest general, per mitjà de Castroux, va demanar la dimissió del president al-Khatib i va designar interinament a Khalid al-Azm del Bloc Nacional. Fou substituït al cap de cinc mesos (16 de setembre de 1941) per un lleialista francès, Tadj al-Din al-Hasani (que ja havia estat cap d'estat de 1928 a 1931 però va perdre les eleccions de 1932), i el 16 de setembre de 1941 Castroux, parlant en nom de De Gaulle va reconèixer la república en les condicions pactades el 1936; onze dies després, el 27 de setembre es va constituir un govern sirià d'acord amb aquesta declaració, el qual en els següents mesos es prepararia per la plena independència amb eleccions legislatives i elecció de president, i França, al final de la guerra, evacuaria el país. Però tot fou més nominal que real, ja que tots els càrrecs francesos van restar al seu lloc i no hi va haver canvis ni de persones ni mètodes.
Al-Hasani va intentar acostar-se als nacionalistes però va morir en el càrrec abans d'aconseguir-ho el 17 de gener de 1943; el primer ministre Jamil al-Ulshi el va succeir interinament, però era impopular i va haver de dimitir dels dos càrrecs el 25 de març de 1943 i el va succeir interinament com a cap d'estat l'ex primer ministre i aleshores ministre d'afers exteriors, defensa i interior Ata Bay al-Ayoubi.
Després de les eleccions que van escollir una nova Cambra, el 17 d'agost de 1943 fou elegit president el cap del Bloc Nacional Shukri al-Quawaitli. L'1 de gener de 1944 fou declarada formalment la independència de Síria i es van obrir ambaixades a París, Londres, Moscou i Washington, però encara que França va reconèixer la plena sobirania de Síria, hi havia diversos afers a arranjar entre els quals la situació del Líban i de les tropes sirianes i libaneses integrades en les forces franceses; França va demanar un nou tractat que tingués en compte la seva especial situació al país, cosa que fou refusada; el maig de 1945 Síria va rebutjar admetre més tropes franceses i va trencar relacions amb el govern de París. Les forces franceses van respondre el dia 29 de maig bombardejant Damasc amb artilleria i aviació. Era un mal dia, ja que coincidia amb la creació a San Francisco de les Nacions Unides. La commoció fou universal i els britànics que encara eren al país van intervenir per restablir la pau.
Fins a final d'any es va negociar la retirada de les forces franceses i britàniques de Síria. El 12 d'abril de 1946 Síria i el Líban foren admesos a les Nacions Unides el que implicava el final del Mandat. Síria també havia ingressat a la Lliga Àrab. Sota pressió internacional França va retirar les tropes el 17 d'abril de 1946 (al mateix temps van sortir els britànics) i ho van fer del Líban a final d'any (31 de desembre de 1946). Des del 17 d'abril la independència siriana fou plenament efectiva.

## Primera República Independent de Síria (1946-1950)
El 1947, Síria es va unir al Fons Monetari Internacional (FMI) i va fixar la seva moneda al dòlar nord-americà en 2,19148 lliures = 1 dòlar, una taxa que es va mantenir fins al 1961. Les monedes libanesa i siriana foren dividides el 1948.